# イタリアの鉄道

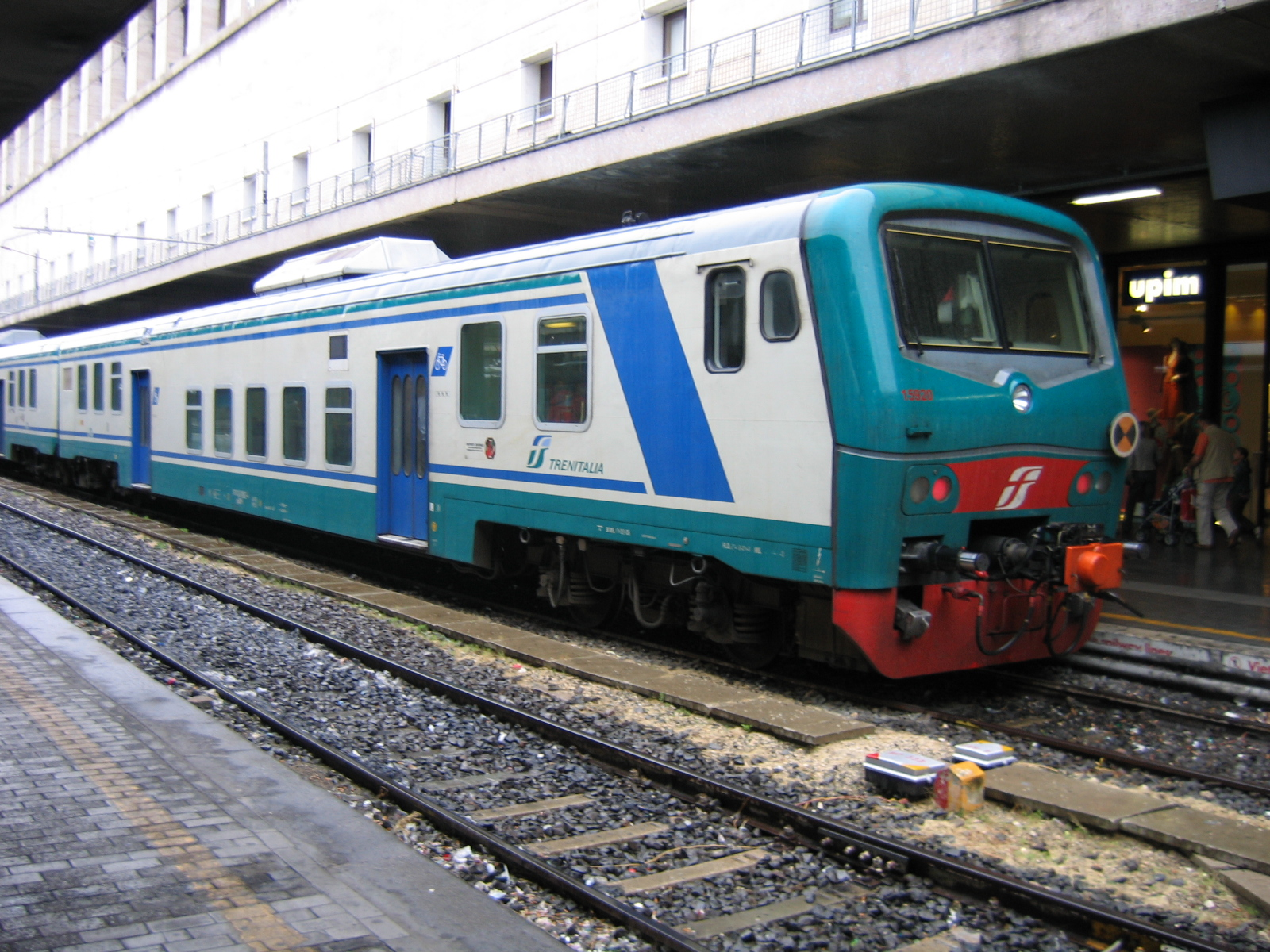
インターシティの車両

イタリアの鉄道は、交通インフラの重要な部分を担っている。フェッロヴィーエ・デッロ・スタート（FS, 旧国有鉄道）の子会社（鉄道路線の保有・管理会社）であるレーテ・フェッロヴィアーリア・イタリアーナ（RFI）が16,724kmを保有しており（2015年12月31日現在）、FSグループのトレニタリアをはじめとする公営・民間の運営会社が列車を運行している。また、RFI以外に地方自治体・公共企業体・民間企業が所有する鉄道路線（地下鉄・狭軌鉄道を含む）もある。
イタリアの鉄道は20世紀半ばにもっとも拡張されたが、1950年代からは現在において非生産的で時代遅れと政治的に判断され多くの施設が廃止された（最近は少し回復している）。

## 鉄道各路線と経営会社
続く一覧は、それぞれ資産（あるなら運用も）の経営会社を示す。それぞれの区間で所有を示したのは鉄道資産のうち経営会社の資産ではないものである。

### フェッロヴィーエ・デッロ・スタート(RFI)運営区間
全て国の保有:

#### 高速大容量鉄道
- トリノ-ミラノ高速線 （完成）
- ミラノ-ヴェローナ高速線（英語版） （ミラノ＝トレヴィーリオ間が完成）
- ヴェローナ-ヴェネツィア高速線 （パドヴァ＝ヴェネツィア間が完成）
- ヴェネツィア-トリエステ高速線 （計画中）
- ミラノ-ボローニャ高速線 （完成）
- ボローニャ-フィレンツェ高速線 （完成）
- フィレンツェ-ローマ高速線 （完成）
- ローマ-ナポリ高速線（完成、ローマ＝グリチニャーノ・ディ・アヴェルサが開業）
- トルトーナ/ノーヴィ・リーグレ-ジェノヴァ高速線 （"terzo valico dei Giovi", 計画中）
- ナポリ-サレルノ高速線（英語版） （完成）

#### 主要路線
- アンコーナ＝ボローニャ線
- アンコーナ＝ペスカーラ線
- バーリ＝ブリンディジ＝レッチェ線
- バーリ＝ターラント線
- ボローニャ＝ヴェローナ線
- カリャリ＝ゴルフォ・アランチ・マリッティマ線
- カゼルタ＝ベネヴェント＝フォッジャ線
- カタンザーロ・リード＝レッジョ・カラーブリア線
- ドモドッソラ＝ミラノ線
- フィレンツェ＝ボローニャ線 (ディレッティッシマ)
- フィレンツェ＝ローマ線
- ジェノヴァ＝ミラノ線
- メッシーナ＝シラクーザ線
- ミラノ＝ボローニャ線
- ミラノ＝キアッソ線
- ミラノ＝ヴェネツィア線
- ナポリ＝サレルノ線
- パオラ＝ヴィッラ・サン・ジョヴァンニ＝レッジョ・カラーブリア線
- パレルモ＝メッシーナ線: パレルモ - メッシーナ
- ペスカーラ＝バーリ線
- ピサ＝ラ・スペーツィア＝ジェノヴァ線
- ピサ＝リヴォルノ＝ローマ線
- ローマ＝アンコーナ線
- ローマ＝フォルミア＝ナポリ線
- ローマ＝スルモーナ＝ペスカーラ線
- ローマ＝フロジノーネ＝カッシーノ＝ナポリ線
- サレルノ＝バッティピーリア＝ポテンツァ＝メタポント線
- サレルノ＝パオラ線
- ターラント＝カタンザーロ・リード線
- ターラント＝レッジョ・カラーブリア線
- トリノ＝ジェノヴァ線
- トリノ＝ミラノ線
- Ferrovia Torino - Modane
- ウーディネ＝タルヴィジオ線
- ウーディネ＝トリエステ線
- ヴェネツィア＝ロヴィーゴ＝ボローニャ線
- ヴェネツィア＝トリエステ＝ヴィッラ・オピチーナ線
- ヴェネツィア＝ウーディネ線
- ヴェンティミリア＝ジェノヴァ線
- ヴェローナ＝ボローニャ線
- ヴェローナ＝ブレンネロ線

#### 2級路線
- アレッサンドリア＝モルターナ＝ミラノ線
- アレッサンドリア＝オヴァーダ線
- アレッサンドリア＝パヴィーア線
- アレッサンドリア＝サン・ジュゼッペ・ディ・カイロ＝サヴォーナ線
- アオスタ＝キヴァッソ線
- アオスタ＝プレ・サン・ディディエ線
- アックイ・テルメ＝オヴァーダ＝ジェノヴァ線
- アローナ＝サンティア線
- アスティ＝カスタニョーレ・デッレ・ランツェ＝ブラ＝カヴァッレルマッジョーレ線
- アスティ＝ニッツァ・モンフェッラート＝アックイ・テルメ線
- アスティ＝モルターラ線
- アヴェッリーノ＝ロッケッタ・サンタントーニオ線
- アヴェッツァーノ＝ソーラ＝ロッカセッカ線
- バルレッタ＝スピナッツォーラ線
- バッサーノ・デル・グラッパ＝カンポサンピエトロ＝パドヴァ線
- ベネヴェント＝カンポバッソ線
- ベルガモ＝トレヴィーリオ＝クレモーナ線
- ビエッラ・サン・パオロ＝ノヴァーラ線
- ボローニャ＝カステルボロニェーゼ＝ルッシ＝ラヴェンナ線
- ブレシア＝クレモーナ線
- カラルツォ＝コネリアーノ線
- カラルツォ＝モンテベッルーナ＝パドヴァ/トレヴィーゾ線
- カンピーリア・マリッティマ＝ピオンビーノ・マリッティマ線
- カザルサ＝ポルトグルアーロ線
- カゼルタ＝アヴェルサ線
- カスタニョーレ・デッレ・ランツェ＝ニッツァ・モンフェッラート＝アレッサンドリア線
- カルマニョーラ＝ブラ＝チェーヴァ線
- カターニア＝カルタジローネ＝ジェーラ線
- チェーチナ＝ヴォルテッラ線
- チェーヴァ＝オルメーア線
- キヴァッソ＝アスティ線
- キヴァッソ＝カステルロッソ＝アレッサンドリア線
- コモ＝モルテーノ＝レッコ線
- コゼンツァ＝シーバリ線
- クレモーナ＝ピアチェンツァ線
- クーネオ＝リモーネ＝ヴェンティミリア線
- デチモマンヌ＝イグレージアス線
- ドモドッソラ＝ノヴァーラ線
- ファブリアーノ＝マチェラータ＝チヴィタノーヴァ・マルケ線
- ファエンツァ＝ラヴェッツォーラ線
- ファエンツァ＝ラヴェンナ線
- ラヴェンナ＝リミニ線
- フィデンツァ＝クレモーナ線
- フィデンツァ＝サルソマッジョーレ・テルメ線
- フィレンツェ＝ファエンツァ線
- フィレンツェ＝エンポリ＝ピーサ＝リヴォルノ線
- フィレンツェ＝ピストイア線
- フォッジャ＝マンフレドーニア線
- フォッジャ＝ポテンツァ線
- フォルテッツァ＝プラート・デッラ・ドラーヴァ線
- エンポリ＝シエーナ＝シナルンガ＝キウージ＝オルヴィエート線
- ジェモーナ・デル・フリウーリ＝サチーレ線
- ジュリアノーヴァ＝テーラモ線
- ラメーツィア・テルメ＝カタンザーロ＝カタンザーロ・リード線
- レッコ＝ベルガモ＝ブレシア線
- ルッカ＝アウッラ線
- ルッカ＝ピサ線
- ルイーノ＝ガッララーテ線
- ルイーノ＝セスト・カレンデ＝オレッジョ（＝ノヴァーラ）線
- マントヴァ＝モンセーリチェ線
- メルカート・サン・セヴェリーノ＝サルノ/ノチェーラ・インフェリオーレ線
- ミラノ＝ベルガモ線
- モンツァ＝モルテーノ＝レッコ線
- モンドヴィ＝クーネオ線
- ノヴァーラ＝アレッサンドリア線
- ノヴァーラ＝ヴァラッロ線
- オツィエーリ・キリヴァーニ＝ポルト・トッレス・マリッティマ線
- パレルモ＝カターニア線
- パレルモ＝トラーパニ線
- パオラ＝コゼンツァ線
- パルマ＝ピアーデナ＝ブレシア線
- パルマ＝ラ・スペーツィア線
- パヴィーア＝ブローニ＝ストラデッラ線
- パヴィーア＝マントヴァ線
- パヴィーア＝モルターラ＝ヴェルチェッリ線
- ペルゴラ＝ファブリアーノ線
- ポルト・チェレージオ＝ガッララーテ線
- ピアチェンツァ＝アレッサンドリア線
- ピサ＝ピサ・アエロポルト線
- ピサ/リヴォルノ＝コッレサルヴェッティ＝チェーチナ＝グロッセート線
- ピストイア＝ボローニャ線
- ロッケッタ・サンタントーニオ＝ジョーイア・デル・コッレ線
- ロヴィーゴ＝キオッジャ線
- サレルノ＝アヴェッリーノ＝ベネヴェント線
- サレルノ＝カゼルタ線
- サン・ベネデット・デル・トロント＝ポルト・ダスコリ＝アスコリ・ピチェーノ線
- サンティア＝ビエッラ・サン・パオロ線
- サヴィリアーノ＝サルッツォ＝クーネオ線
- セレーニョ＝カルナーテ・ウズマーテ線
- シラクーザ＝カニカッティ線
- スルモーナ＝カルピノーネ線
- ターラント＝ブリンディジ線
- テルニ＝リエーティ＝ラークイラ＝スルモーナ線
- テルモリ＝カンポバッソ＝カルピノーネ＝イゼルニア＝ヴァイラーノ線
- テロントラ＝ペルージャ＝アッシージ＝フォリーニョ線
- テッラチーナ＝プリヴェルノ線
- トリノ＝フォッサーノ＝クーネオ/サヴォーナ線
- トッレ・アンヌンツィアータ＝カステッランマーレ・ディ・スタービア＝グラニャーノ線
- トッレ・ペッリチェ＝ピネローロ＝トリノ線
- トレント＝バッサーノ・デル・グラッパ＝カステルフランコ・ヴェーネト＝ヴェネツィア線
- トレヴィーゾ＝ポルトグルアーロ線
- トロファレッロ＝キエーリ線
- ウーディネ＝チェルヴィニャーノ/サン・ジョルジョ・ディ・ノガーロ線
- ヴァラッロ・セージア＝ノヴァーラ線
- ヴェルチェッリ＝カザーレ・モンフェッラート線
- ヴェローナ＝レニャーゴ＝ロヴィーゴ線
- ヴェローナ＝マントヴァ＝モデナ線
- ヴィチェンツァ＝スキーオ線
- ヴィチェンツァ＝トレヴィーゾ線
- ヴィッラマッサルジャ＝カルボーニア・スタート線
- ヴィテルボ＝オルテ線
- ヴォゲーラ＝トルトーナ＝ノーヴィ・リーグレ線

### チルクムヴェズヴィアーナ運営区間
カンパーニア州保有:
- ナポリ＝カステッランマーレ・ディ・スターヴィア＝ソッレント線
- ナポリ＝ポンペイ＝ポッジョマリーノ線
- ナポリ＝オッタヴィアーノ＝サルノ線
- ナポリ＝ノーラ＝バイアーノ線
- ナポリ＝ポミリアーノ・ダルコ＝アチェッラ線
- ナポリ＝ボッテゲッレ＝サン・ジョルジョ・ア・クレマーノ線

### ノルド・ミラノ鉄道運営区間（フェッロヴィーエノルド）
ロンバルディア州とピエモンテ州保有:
- ブレシア＝イゼーオ＝エドーロ線
- ミラノ＝ミラノ・マルペンサ空港線
- ミラノ＝カンツォ＝アッソ線
- ミラノ＝サロンノ＝コーモ線
- ミラノ＝サロンノ＝ノヴァーラ線
- ミラノ＝サロンノ＝ヴァレーゼ＝ラヴェーノ線

### SEPSA運営区間
カンパニア州:
- ナポリ＝クーマ＝トッレガヴェータ
- ナポリ＝ポッツオーリ＝トッレガヴェータ

### GTT運営区間
ピエモンテ州保有:
- セッティ・モトリネーゼ＝ポント・カナヴェーゼ線
- トリノ＝チェーレス線

### ガルガーノ鉄道運営区間
プッリャ州保有:
- サン・セヴェーロ＝ペスキチ線

### Met.Ro.運営区間
ラーツィオ州所有:
- ローマ＝ジャルディネッティ線
- ローマ＝ヴィテルボ線
- ローマ＝オスティア・リード線

### ウーディネ＝チヴィダーレ鉄道運営区間
フリウーリ＝ヴェネツィア・ジューリア州所有:
- ウーディネ＝チヴィダーレ線

### メトロカンパーニア・ノルド・エスト運営区間
カンパーニア州保有:
- ナポリ＝ピエディモンテ・マテーゼ線
- ベネヴェント＝カンチェッロ線
- ナポリ＝サンタ・マリーア・カープア・ヴェーテレ線

### フェッロトランヴィアーリア運営区間
プッリャ州保有:
- バーリ＝バルレッタ線

### FCU運営区間
ウンブリア州保有:
- ウンブリア中央鉄道

### サングリターナ鉄道運営区間
アブルッツォ州保有:
- サン・ヴィート＝ランチャーノ＝カステル・ディ・サングロ線

### スド・エスト鉄道運営区間
プッリャ州保有:
- プッリャ南部に多数の区間あり。

### ジェノヴァ＝カゼッラ鉄道運営区間
リグーリア州保有:
- ジェノヴァ＝カゼッラ線

### FTM運営区間
トレント県保有:
- トレント＝マレ線

### FCE運営区間
暫定的に運輸省管轄で政府の保有
- チルクメトネーア鉄道

### サルデーニャ鉄道運営区間
サルデーニャ自治州所有:
- ヌーオロ＝マコメール線
- モンセッラート＝イジーリ線
- サッサリ＝アルゲーロ線
- サッサリ＝ヌルヴィ線
- サッサリ＝ソルソ線

### 他の運営者による運営区間
標準軌区間:
- アルタ・ヴァルテッリーナ線
- フェッラーラ＝コディゴーロ線
- モデナの鉄道路線
- レッジョの鉄道路線
- ポルトマッジョーレ＝ボローニャ線
- スッザーラ＝フェッラーラ線

狭軌区間:
- ドモドッソラ＝ロカルノ線
- レノン線
- アップロ・ルカーネ鉄道 現在はカーラブロ・ルカーネ鉄道が運営
- カラーブリア鉄道 現在はカーラブロ・ルカーネ鉄道が運営

### 地下鉄として独立して提供されている区間
- ローマ地下鉄 （独立線が2つ） Met.Ro.により運行
- ミラノ地下鉄 （支線をもつ3つの独立線）メトロポリターナ・ミラネーゼにより運行
- ナポリ地下鉄 （1 と6の2線が独立) メトロナポリにより運行
- トリノ地下鉄 GTTにより運行
- ジェノヴァ地下鉄 AMTにより運行
- カターニア地下鉄 チルクメトネーア鉄道により運行

### 廃止または休止路線
旧FSの標準軌・狭軌区間:
- カザルサ＝ピンツァーノ＝ジェモーナ・デル・フリウーリ線
- カステルヴェトラーノ＝ポルト・エンペードクレ線
- カステルヴェトラーノ＝サン・カルロ＝ブルジョ線
- カターニア＝モッタ＝レガルブート線
- ディッタイーノ＝ピアッツァ・アルメリーナ＝カルタジローネ線
- パレルモ＝コルレオーネ＝サン・カルロ線
- シチニャーノ・デル・アルブルニ＝ラゴネグロ線
- タオルミーナ＝アルカンターラ＝ランダッツォ線
- トッレ・アンヌンツィアータ＝カンチェッロ線
- ファーノ＝ウルビーノ線
- ルッカ＝ポンテデーラ線
- サン・ヴィート・アル・タリアメント＝モッタ・ディ・リヴェンツァ線
- スパラニーゼ＝フォルミア＝ガエータ線

旧委託路線（標準軌）:
- ヴォゲーラ＝ヴァルツィ線
- レッツァート＝ヴォバルノ線
- ヴァッレ・セリアーナ線
- クレモーナ＝イゼーオ線
- ヴァッレ・ブレンバーナ線
- マントヴァ＝ペスキエーラ・デル・ガルダ線
- イントラ＝オメーニャ線
- ラーナ＝ポスタ線
- ボルツァーノ＝カルダーロ線
- ブリバーノ＝アゴルド線

旧委託路線（狭軌）:
- アテーナ・ルカーナ＝マルシコ・ヌオーヴォ線
- ローマ＝フィウッジ＝アラトリ＝フロジノーネ線
- ドロミーティ線
- ストレーザ＝モッタローネ線
- イントラ＝プレメーノ線
- ヴァル・ディ・フィエンメ線
- リミニ＝サン・マリノ線
- アルト・ピストイエーゼ線
- スポレート＝ノルチャ線
- シラクーザ＝ラグーザ＝ヴィッツィーニ線
- ペスカーラ＝ペンネ線

### 接続線
全て私有:
- カステッランマーレ・マリッティマ接続鉄道

## 観光鉄道
廃線となった古い鉄道路線に復元した車両により当時の再現を行う形で運営されている。
- FTI - イタリア観光鉄道
- サルデーニャ鉄道 - ヴェルデ小鉄道
- ヴァルモレーア鉄道